# Blue's Journey
Blue's Journey, conosciuto come Raguy (ラギ?, Ragi) in Giappone, è un videogioco arcade per il Neo Geo di tipo platform sviluppato da Alpha Denshi, pubblicato nel 1990 da SNK. Quest'ultima lo porta quattro anni dopo (nel 1994) sulla loro console Neo Geo CD.

## Trama
Raguy era un bellissimo pianeta ricco di natura, abitato da umani insettoidi (Insettari). Tuttavia, diversi anni prima, Raguy era stato contaminato dall'arrivo del clan Daruma da un altro pianeta. Nel frattempo, un ragazzo di nome Blue, maestro dell'arte marziale dello yojutsu (comunemente noto come menko), si reca in battaglia contro il clan Daruma per salvare Fa, la seconda principessa della famiglia reale di Raguy, di cui è innamorato.

## Modalità di gioco
Il giocatore controlla l'umano insettoide Blue, che ha il compito di esplorare il pianeta Raguy per sconfiggere King Daruma e salvare la Principessa Fa. Un personaggio uguale a Blue, ma di colore verde anziché blu, è controllato dal secondo giocatore in modalità multiplayer e assume lo stesso ruolo e funzionalità di egli. Il gioco si svolge attraverso una prospettiva a scorrimento laterale in cui il giocatore si muove verso destra per raggiungere l'asta alla fine di ogni livello.
Il protagonista può modificare le sue dimensioni corporee in due modi, grande e piccola. Finché è piccolo, non può attaccare, ma può infilarsi in spazi ristretti, e anche la sua velocità di movimento e la sua distanza di salto migliorano, quindi è necessario usarlo bene a seconda della situazione. Inoltre, è equipaggiato con una grande foglia che la utilizza per colpire il terreno e creare vento che capovolge il nemico, e così facendo potrà raccoglierlo e lanciarlo. Per il livello si possono trovare armi più potenti che lo sostituirebbero, come il boomerang e le bombe.
I livelli in tutto sono quattro, anche se il giocatore può scegliere quale livello visitare dopo aver sconfitto un boss, aumentando la rigiocabilità. Lungo i livelli sono presenti sparsi vari negozi dove il giocatore può acquistare power-up con i fiori che colleziona strada facendo, così come case abitate da personaggi non giocanti che possono fornire suggerimenti o richiedere oggetti specifici. Nel caso Blue muoia e perda una vita, gli oggetti in suo possesso in quel momento andranno persi, ma questo può essere evitato portando con sé una cassaforte (acquistabile dal negozio).
Infine, Blue's Journey offre diversi finali, che vengono decisi in base alle azioni del giocatore durante la partita.

## Accoglienza
In Nord America, la rivista RePlay ha riferito che Blue's Journey era il sesto gioco arcade più popolare all'epoca. Ha ricevuto un'accoglienza generalmente positiva dalla critica sin dalla sua uscita nelle sale giochi e su altre piattaforme, la maggior parte dei quali ha elogiato all'unanimità la grafica colorata.